# История мотоцикла

## Ранний период (1860-е — 1910-е годы)

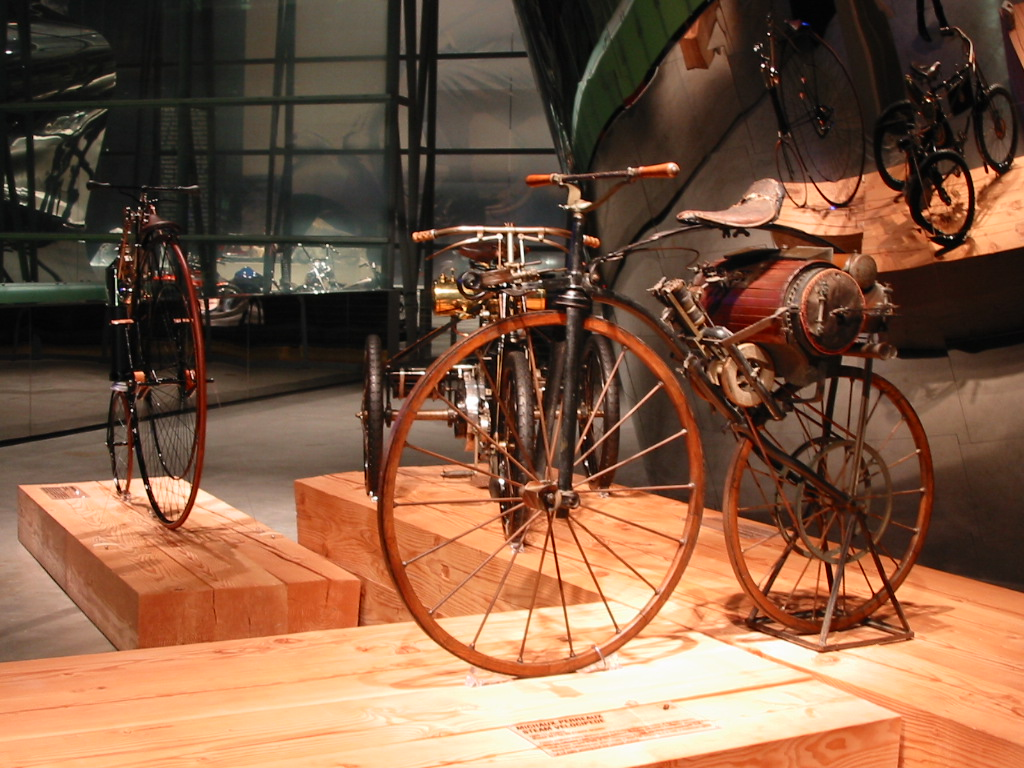
Паровой велосипед, 1869 год.

Самодвижущиеся двухколёсные машины стали появляться в 60-х годах XIX века. Единственная доступная в то время силовая установка — паровая машина — уже могла быть достаточно компактной для установки на лёгкий двухколёсный экипаж. Однако малая удельная мощность (двигатель парового мотоцикла Коупленда (1884 г.) развивал всего 0,25 л.с. при весе 9 кг), непрактичность из-за длительного разведения паров и крайне малый КПД (единицы процентов) обусловили появление лишь единичных экспериментальных образцов. Служившие базой для них примитивные велосипеды целиком из металла или с деревянными элементами, с педальным приводом непосредственно на переднее колесо были тяжелы и некомфортны.

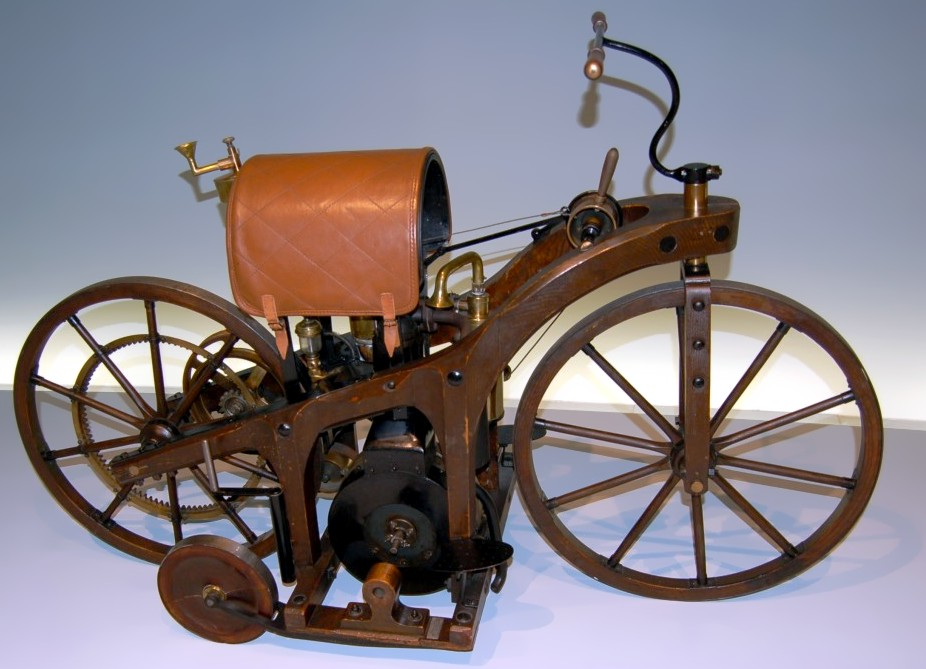
Мотоцикл Даймлера с ДВС 1885 года

Первый мотоцикл с двигателем внутреннего сгорания (Daimler Reitwagen) был построен в 1885 году в Германии немецкими инженерами Готлибом Даймлером и Вильгельмом Майбахом, впоследствии — «отцами» знаменитых автомобильных марок. Машина создавалась всего лишь как простейший стенд для испытаний изготовленного изобретателями двигателя будущих четырёхколёсных экипажей и напоминала первые беспедальные велосипеды-«костотрясы» начала XIX века. Бензиновый карбюраторный двигатель Даймлера и Майбаха имел мощность 1,5 л.с. и был установлен на деревянной раме с деревянными колесами. При испытаниях аппарат развил скорость 12 км/ч. В том же 1885 году Даймлером был получен патент на «повозку для верховой езды с керосиновым двигателем». Таким образом, классический мотоцикл появился раньше классического автомобиля с ДВС (1886). Фирма Даймлера более к конструированию мотоциклов никогда не возвращалась. Исторический мотоцикл сгорел при пожаре в мастерской Даймлера в 1904 году. Однако к столетию мотоцикла, в 1985 г., изготовлено порядка десятка ходовых реплик для демонстрации на шоу и в музеях. В музее концерна Daimler-Benz в Штутгарте выставлена также реплика.

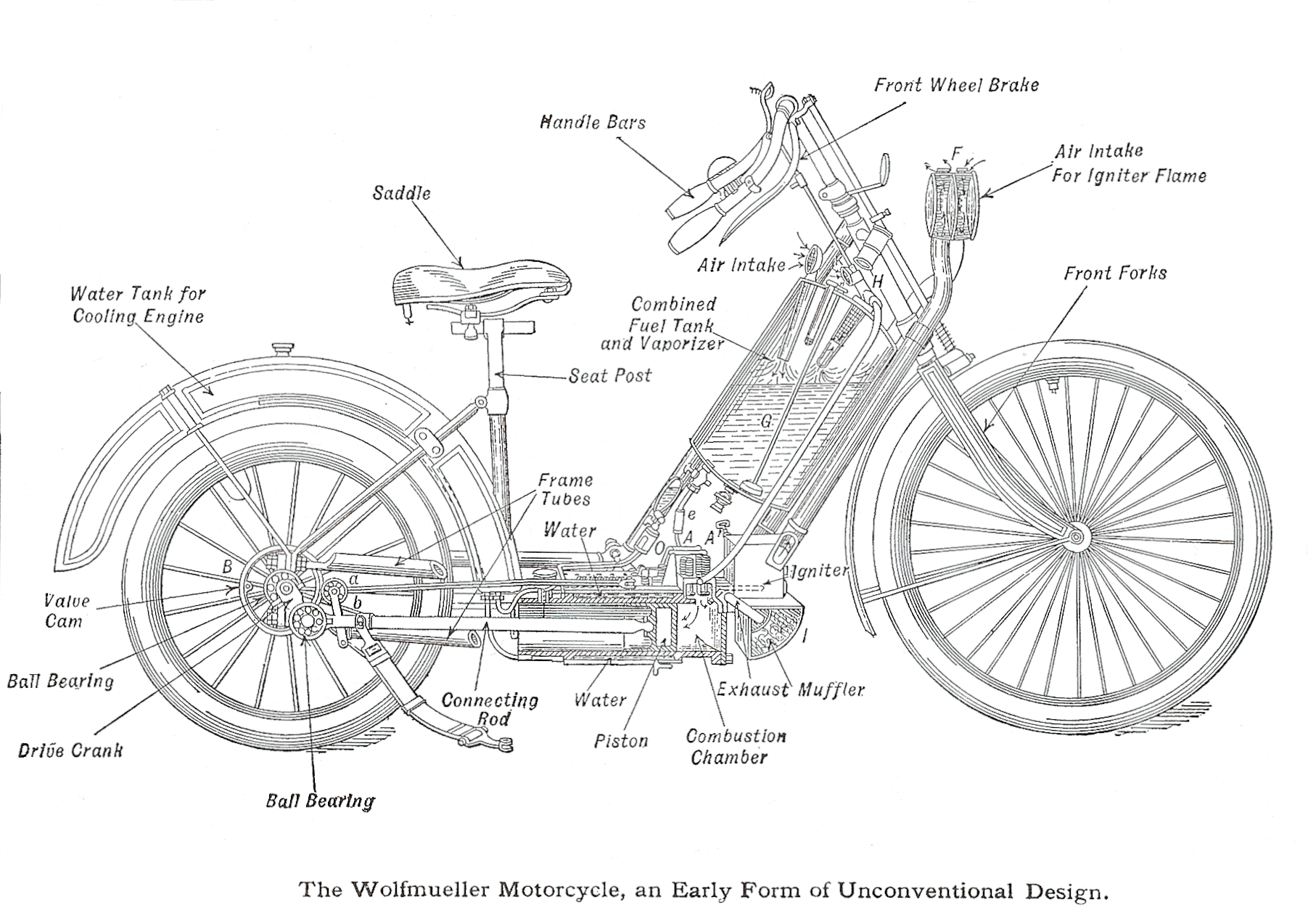
Устройство первого в мире серийного мотоцикла Хильдебранда и Вольфмюллера

Серийное производство мотоциклов впервые начато в 1894 году компанией «Hildebrand & Wolfmüller». Этот аппарат имел характеристики современного мопеда (2,5 л.с., 50 кг, 45 км/ч) при 1,5-литровом двухцилиндровом длинноходном моторе водяного охлаждения с калильным зажиганием, привод шатунами от поршней непосредственно на заднее колесо со сплошным стальным диском, запуск «с толкача» без муфты сцепления и единственный колодочный тормоз, действовавший на покрышку переднего колеса. Модель выпускалась всего три года, было построено порядка 2 тыс. экземпляров.

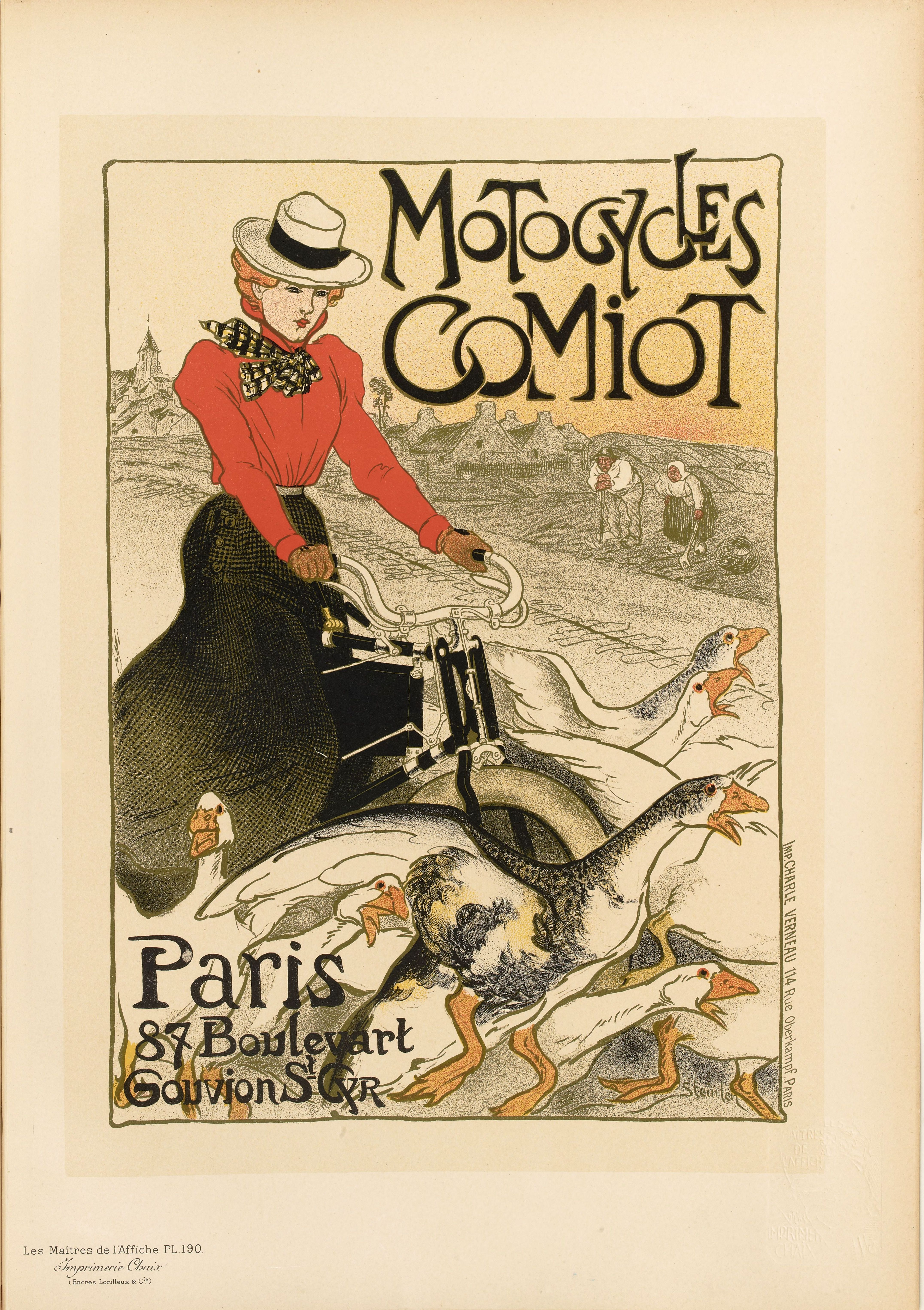
Реклама мотоциклов Comiot во Франции. Теофил-Александр Стейнлен, 1895

Период поисков, необычных и малопрактичных конструкций продлился приблизительно до Первой мировой войны. Пневматические шины, мягкие подвески, электрическое освещение и искровое зажигание, коробка передач со сцеплением, цепной привод, распылительный карбюратор, воздушное охлаждение — всё это появлялось на мотоцикле постепенно, превращая его из моторизованного велосипеда в солидную, прочную (и тяжёлую) машину. 

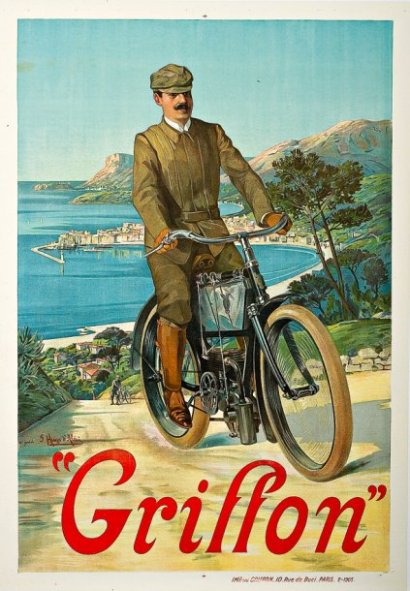
Реклама мотоциклов Griffon во Франции. Хьюго д'Алези, 1905

Мотоцикл вышел из разряда забавных артефактов и стал практичным каждодневным средством передвижения. С ростом серийного выпуска в основных странах-производителях (Англия, США, Германия, Италия) сформировались свои конструкторские школы. Участие мотоциклов в гонках, сначала вместе с автомобилями, а затем — и в специальных соревнованиях, ускорило совершенствование конструкции, поиск оптимальных решений, привело к росту удельной мощности и надёжности в том числе и серийных машин.

## Между мировыми войнами (середина 1910-х — середина 1940-х)

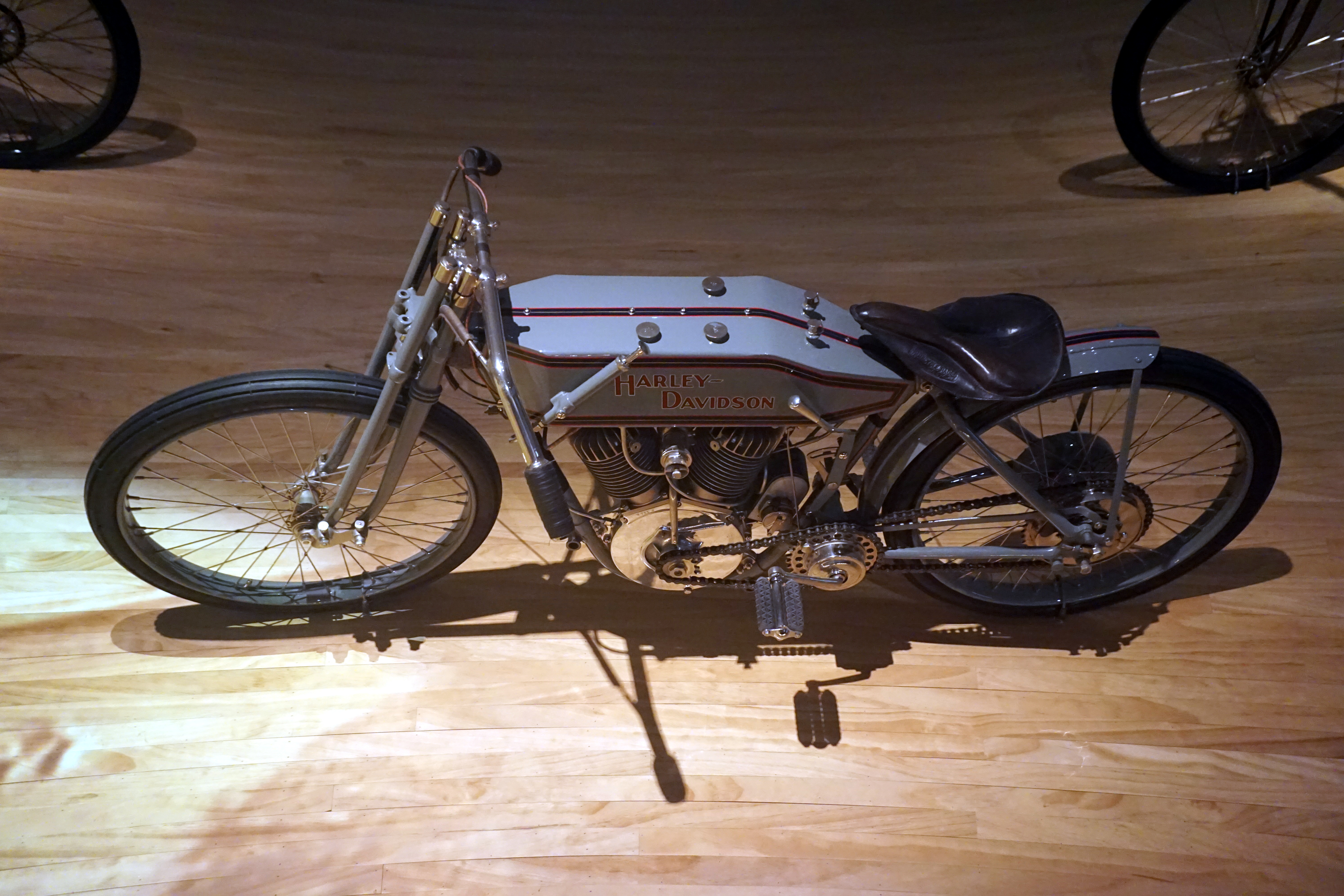
«Харлей» середины 1910-х годов…

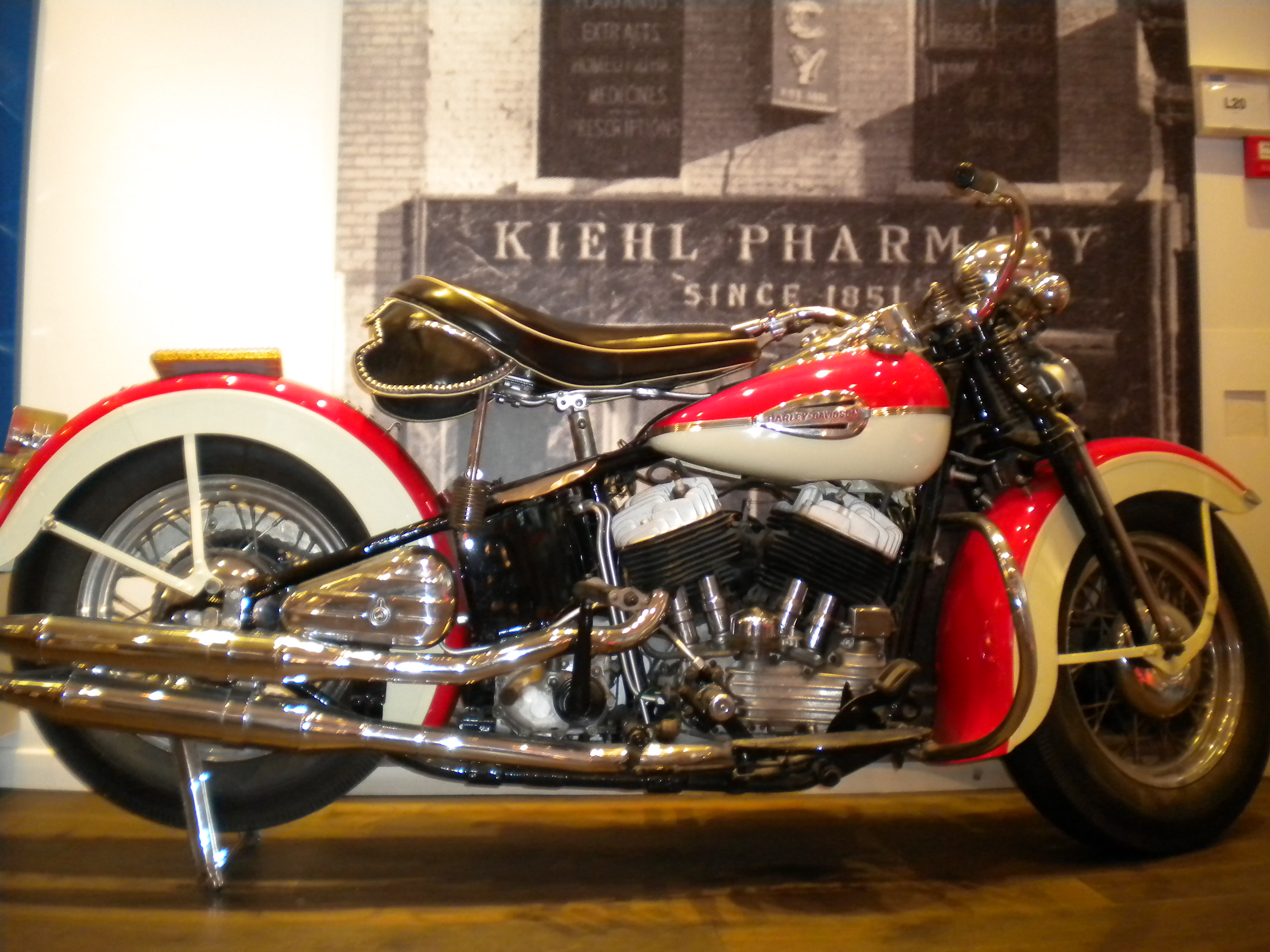
…и конца 1930-х.

Со второй половины 1910-х до начала Второй мировой войны мотоцикл прошёл путь от мотовелосипедов до техники, по компоновке и основным решениям не отличающейся от современной. Широкое применение алюминия, двигатель и трансмиссия в едином блоке плавной формы, карданный привод, надёжная электросистема современных образцов, резонансные сигарообразные глушители, электростартер (Indian V-Twin 1914 года), знаменитые V-образные американские двигатели и немецкие оппозиты, аэродинамические обтекатели и впрыск (на гоночных мотоциклах), колёса относительно небольшого диаметра (менее 20") при широком профиле (3-4"), телескопические амортизаторы — всё это мы видим на выпускаемых сейчас мотоциклах. Наследники некоторых моделей конца 1930-х выпускаются и сейчас (от DKW RT 125-«Минска» и BMW R71-«Урала» до Harley-Davidson'а с V-образным нижневальным мотором). 

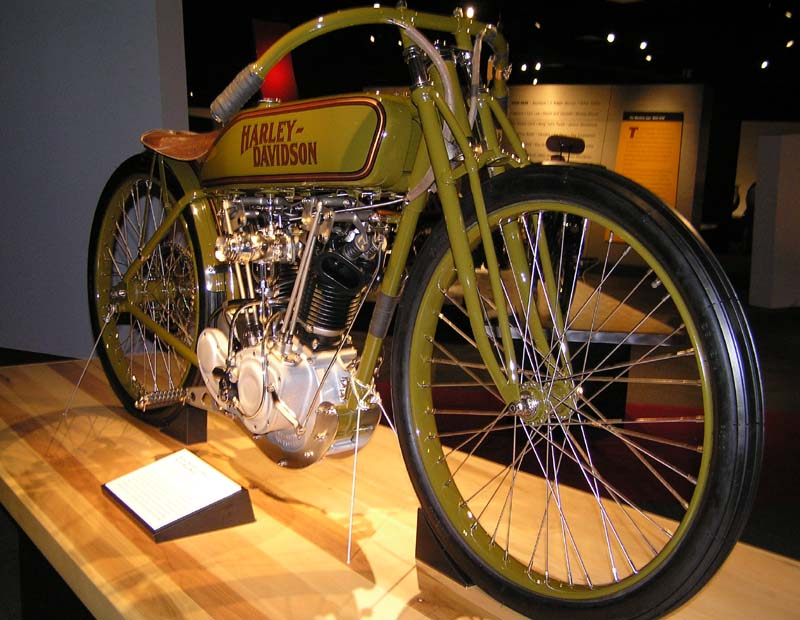
Бордтрекер 20-х годов: четырёхклапанные головки, отсутствие тормозов, низкий центр тяжести.

Среди известных авангардных конструкций — Megola начала 20-х с 5-цилиндровой ротативной «звездой» в переднем колесе и автомобильной посадкой, гоночные мотоциклы с продольными многоцилиндровыми двигателями, примитивные тяжёлые мотоциклы для велогонок за лидером. Выпущено заметное количество моделей со штампованными пространственными рамами (например, отечественный ПМЗ-А-750) из стали, но на тот момент они проиграли в весе трубчатым.

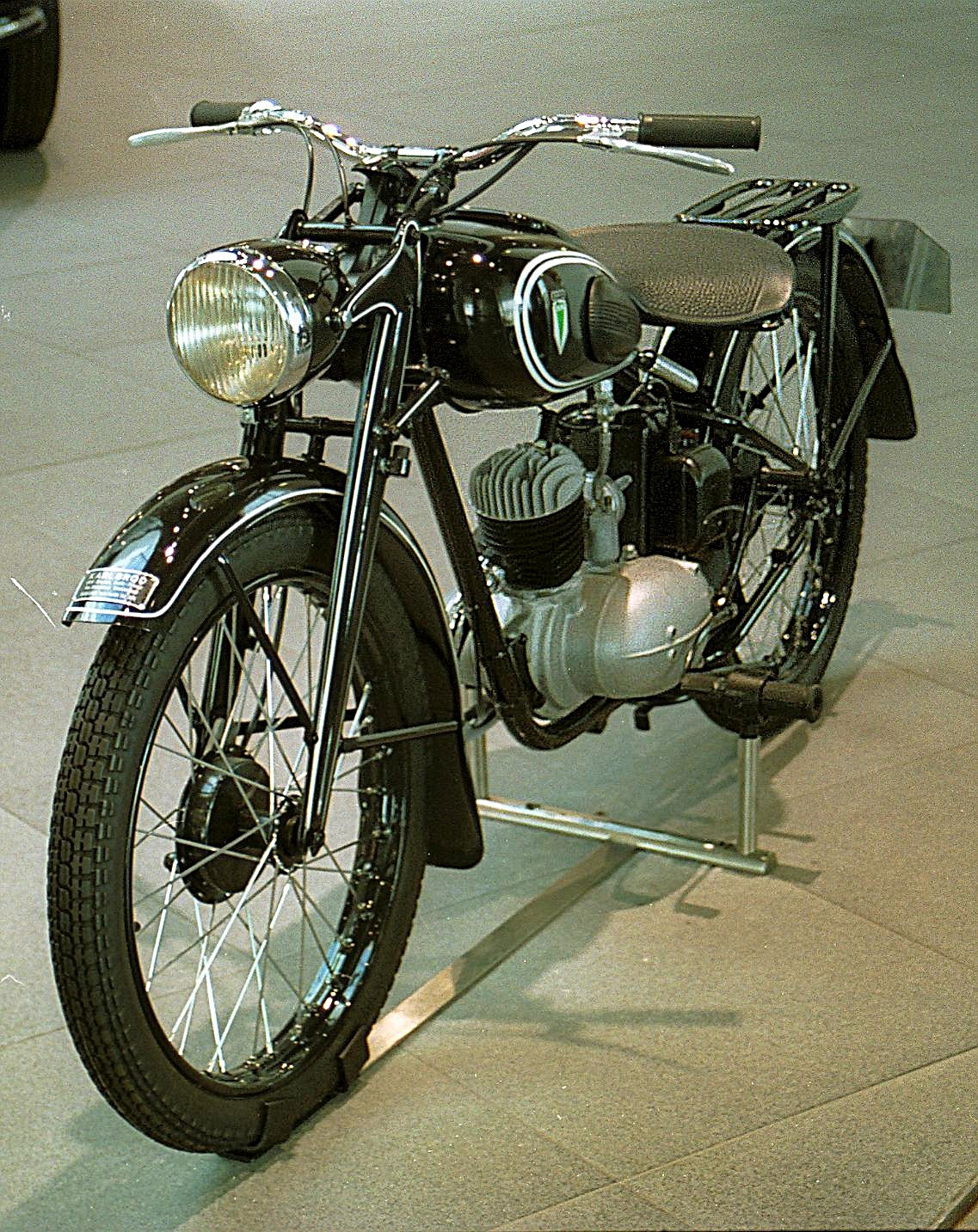
DKW RT 125 — классический лёгкий мотоцикл класса 125 см³ (Германия, поздняя модификация модели 1938 года)

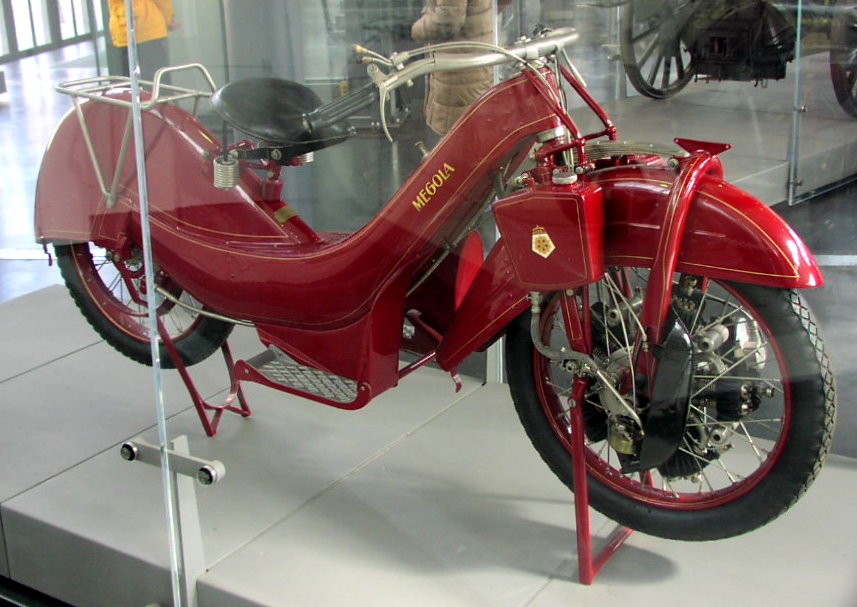
Megola (1920 год) — между скутереттой и моторизованным лигерадом, с отголосками стиля арт-нуво. 640 см³, 14 л.с., 135кг

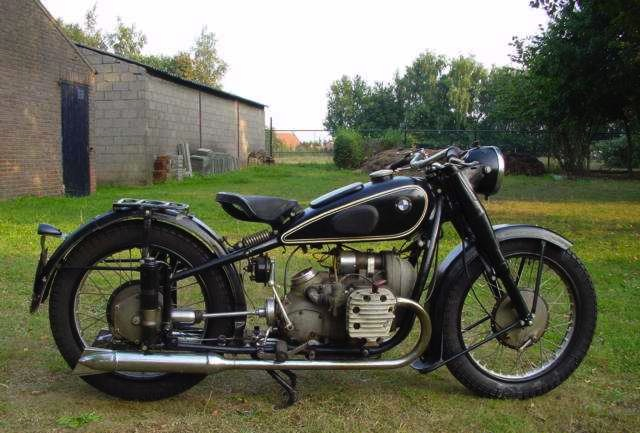
BMW R71 (1938 год) был взят за основу разработки советского М-72

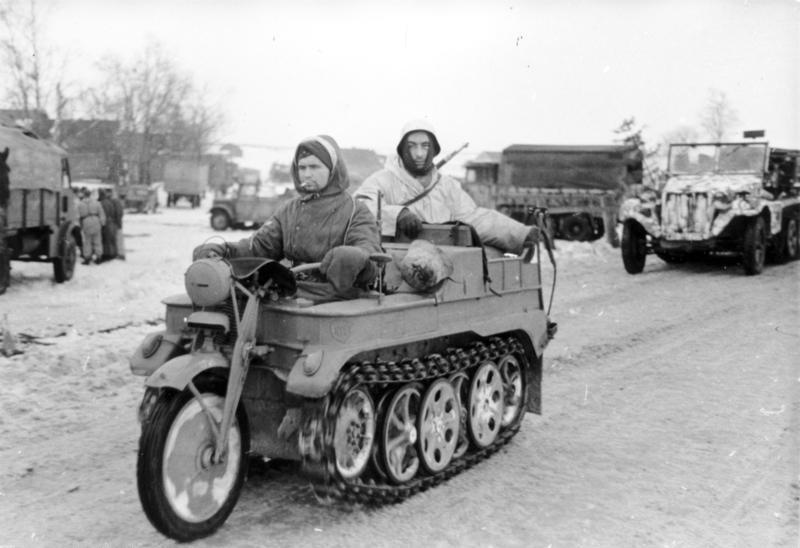
SdKfz 2 (1940 год). Двухместный полугусеничный транспортёр вермахта формально также считается мотоциклом. После войны — временная тяговая сила на полях французских фермеров.

В мотоспорте наблюдалось разделение соревнований по видам и дифференциация конструкций спортивных машин. Если на заре эры мотоцикла гонки были представлены в основном многодневными марафонами по дорогам общего пользования, то в 1920-30-е стала расти популярность зрелищных состязаний на компактных кольцевых трассах — шоссейных, ипподромах, дощатых треках. Последний вид гонок породил особый вид мотоцикла — «бордтрекер», с минимальным клиренсом, низко опущенным широким рулём, большими узкими колёсами велосипедного типа, вытянутым вдоль рамы бензобаком, без тормозов и коробки передач. Гонки на деревянных трассах ушли в небытие в 30-х из-за дороговизны качественного леса (длина трассы порядка 2 км, полная замена покрытия — раз в 5 лет) и частых аварий, но облик бордтрекера в 2000-е послужил источником вдохновения для конструкторов множества оригинальных кастомных машин в духе стимпанка. В других видах соревнований ситуация развивалась сообразно с техническим прогрессом: росла литровая мощность и обороты двигателей, легированная сталь и алюминиевые сплавы принесли дальнейшее уменьшение веса, успехи технических наук позволяли всё более осмысленно работать над аэродинамикой, прочностью и жёсткостью, снижением механических потерь и вибрационных нагрузок, совершенствованием газовых трактов. На спортивных двигателях появились нагнетатели, «сухой» картер, верхнеклапанные головки, более двух клапанов на цилиндр. Свою роль в развитии мотоспорта в Европе сыграли окрепшие в 30-е годы тоталитарные режимы: культ физической силы и технических достижений, государственная подпитка машиностроения с прицелом на будущую войну, важность спортивных успехов для укрепления престижа новой власти способствовали победам в чемпионатах итальянских и немецких мотогонщиков, подъёму моторного спорта и мотоциклостроения в недавно ещё «лапотной» советской России.
В СССР начиная с начала 1930-х впервые налаживается серийное производство мотоциклов на заводах в Ленинграде (Л-300, Л-600, Л-8), Ижевске (Иж-7, Иж-8, Иж-9), Подольске (ПМЗ-А-750, МЛ-3), Таганроге (ТИЗ-АМ600) и Серпухове (МЛ-3, Л-8). Мотопром создавался с нуля, и при отсутствии опыта приходилось копировать европейские модели. Так, в основе первого советского мотоцикла Л-300 и созданных на его базе Иж-7 и Иж-8 лежал немецкий DKW Luxus 300, а ТИЗ-АМ600 создавался на базе английского BSA-600. Однако уже к середине 1930-х стали появляться оригинальные идеи: поначалу совмещать черты разных зарубежных моделей (ПМЗ-А-750 сочетал двигатель, конструктивно повторяющий агрегаты Харли-Дэвидсона, и ходовую часть по типу BMW), а затем и оригинальные разработки (Л-8, МЛ-3). Тогда же получила путёвку в жизнь идея массового народного мотоцикла. Им должен был стать МЛ-3, но он появился перед самой войной и широко распространиться не успел.
Вторая мировая война отмечена жёстким отбором и массовым выпуском моделей для армии (служба в разведке, связи, десанте). Немецкая школа, как наиболее утилитарная, возымела популярность и у союзников по антигитлеровской коалиции — по мотивам BMW R71 мотоциклы создавались не только в СССР, но и в США (Harley-Davidson XA). Новизна идей временно уступила место надёжности, темпу производства, неприхотливости в обслуживании.
К концу войны, ещё до окончательного вытеснения агрессора с занятых территорий, будущие победители и побеждённые уже начали планировать перевод уцелевших заводов на производство мирной продукции, в том числе и мотоциклов и техники, востребованной и сравнительно простой для быстрого освоения на непрофильных предприятиях. Более опытные инженеры прорисовывали контуры будущих новинок, менее опытные — ожидали раздела имущества побеждённых и прихода оборудования и оснастки с довоенных германских производств. В СССР из капитулировавшей Германии были вывезены целые заводы, что, с одной стороны, было справедливо, с другой же — надолго застопорило развитие советской технологии на довоенном уровне. Германия, Италия, Япония, лишившиеся большой части станочного парка, были жёстко принуждены полностью обновить производство. Как оказалось в итоге — себе на благо. США, вытянутые войной из Великой Депрессии, оказались достаточно богаты, чтобы сразу пересесть на автомобиль, причём большого класса.

## Послевоенный период (1950-е)

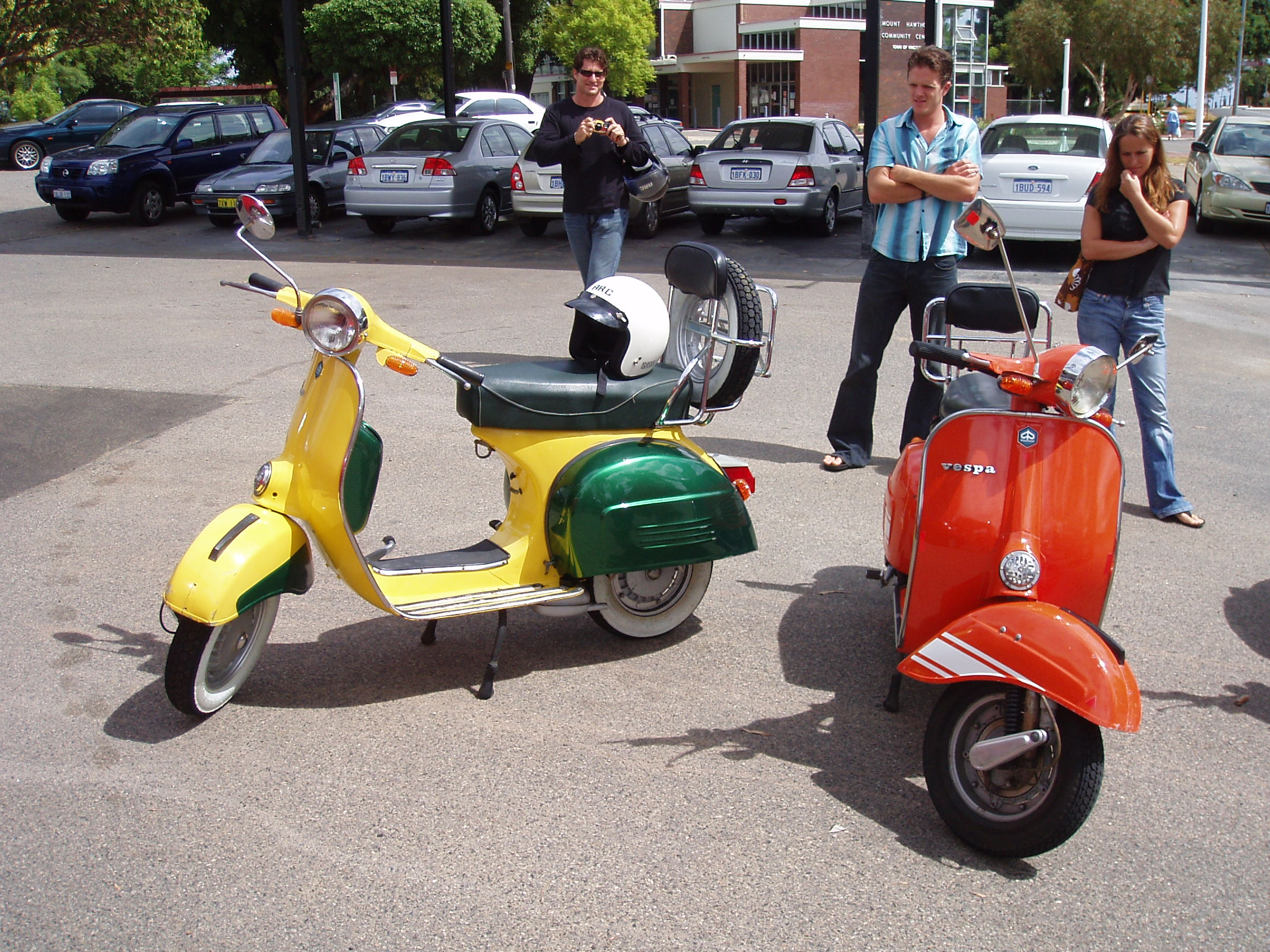
«Vespa» — 1946 год, 2T 98cc, 100кг

В Европе, разрушенной войной, автомобильный рынок резко сузился. Обедневшее население подчас не могло позволить себе даже велосипед. В этих условиях мотоцикл, особенно лёгкий и дешёвый, пользовался повсеместным спросом. Относительная дешевизна бензина за четверть века до топливного кризиса и отсутствие экологических требований принесли популярность двухтактным двигателям. Заводы восстанавливались после бомбёжек, военные концерны принудительно переводились на гражданскую продукцию, и мотоциклетное производство послужило недорогой основой послевоенного перезапуска. Наряду с классическими лёгкими моделями появлялись интересные новинки; необычные решения, часто пришедшие из военной промышленности, быстро становились на конвейер. Яркий пример — «Веспа», первый широко известный представитель нового класса — мотороллеров, разработанный итальянским «Пьяджо», в войну — авиастроительной компанией, с использованием деталей самолётного «пускача» из военных заделов, элементов конструкции авиадесантного мини-байка и прогрессивного несущего кузова-рамы; двигатель в блоке с и редуктором, трёхступенчатой коробкой и колесом, насаженным прямо на вторичный вал, выполнял одновременно роль маятника задней подвески. Мотороллеры (в англоязычных странах «скутеры») составили отдельную главу в истории мировой мотоциклетной техники. Полностью закапотированные мотоциклы с вертикальной («стульчатой») посадкой водителя и площадкой без высокой перемычки для его ног предоставляли седоку новый уровень комфорта и позволяли пользоваться двухколёсной машиной старикам, дамам в платьях и, что важно было для Италии, католическим священникам в длинных сутанах. Первые мотоциклы такой схемы появились ещё в начале XX века, но относительное распространение получили лишь с конца 1930-х в США, как «внутризаводское» транспортное средство для передвижения по территории крупных производственных объектов. Но настоящую революцию в конструкции мотороллеров произвела именно Vespa (по-итальянски — «пчела») с привлекательным дизайном «кузова» и двигателем сблокированным с задним колесом и подвешенным на маятниковой подвеске. Сверхудачная модель «Веспа» стала законодателем мод в своём классе и спровоцировала в 1950-60-х настоящий «мотороллерный бум», утихший лишь с развитием массовой автомобилизации. Этот весёлый маленький мотороллер стал одним из символов возрождающейся послевоенной Италии (например, был полноправным героем нашумевшей кинокомедии Римские каникулы 1953 года с Одри Хепбёрн и Грегори Пеком в главных ролях).
Выделился в отдельный класс (в том числе и юридически, с точки зрения ПДД) мопед — лёгкий аппарат с небольшим объёмом двигателя, равным 50 см³, в разных странах в разное время — несколько больше или меньше, ограниченной скоростью (в пределах 40-50 км/ч) и дополнительным педальным приводом. Для управления им не требовалось водительских прав, цена была более чем доступна по сравнению с лёгким мотоциклом, поднять его можно было одной рукой, а хранить — даже в городской квартире. Расход топлива меньше 2 литров на 100 км делал его в эксплуатации не намного обременительнее велосипеда. Послевоенный демографический взрыв к середине 1950-х подготовил массовый молодёжный рынок, что привело к «мопедному буму» среди всё ещё небогатого населения Европы. Определённую популярность в это время завоевали и мотоколяски — трёх- и четырёхколёсные микроавтомобили (по-немецки «кабиненроллеры») на мотоциклетных агрегатах и мотороллерных колёсах, производством которых занялись всё те же бывшие военные заводы, а покупали — те же обедневшие потребители автомобилей.

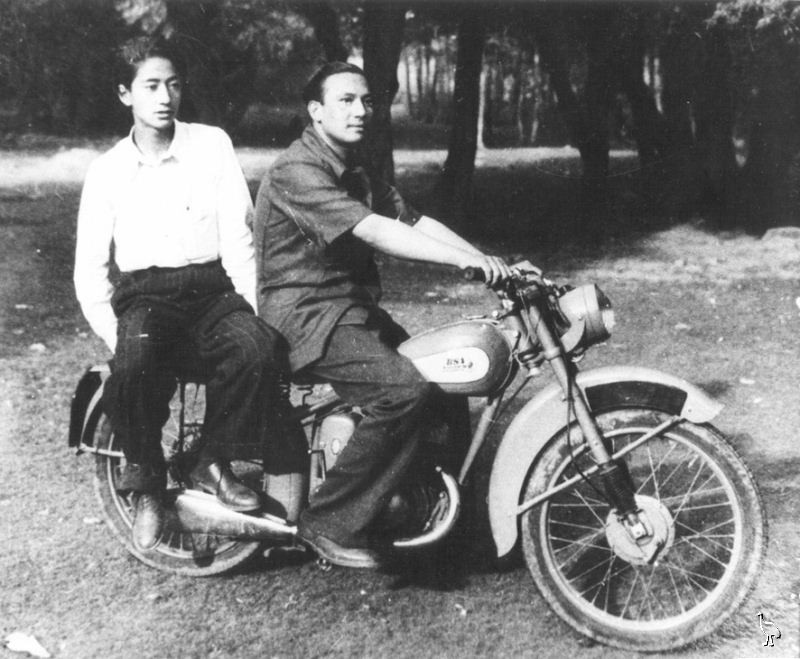
Типичный мотоциклист 50-х: без шлема, в повседневной одежде, с таким же пассажиром на борту. На лёгкой двухтактной машине без указателей поворота, с седлом велосипедного типа.

Япония испытывала те же трудности, связанные с разрухой и демилитаризацией экономики, а также режимом оккупации и прекращением поставок сырья из бывших азиатских колоний. Только к 1950-м смогли выйти на внутренний мотоциклетный рынок Yamaha, Honda и Suzuki, восстановила довоенное производство мотоциклов Kawasaki. Последующее активное участие японских фирм в международных мотоциклетных соревнованиях, тщательность разработки и изготовления новых массовых моделей, тонкое ощущение спроса позволили японской мотопромышленности всего за десятилетие пройти путь от копирования многострадального DKW RT 125 к созданию Honda Super Cub — самого массового моторного транспортного средства вообще, и впоследствии — к агрессивному вторжению на международный рынок и выпуску массы популярнейших моделей всех классов, фактически задающих мировую мотоциклетную моду начиная с поздних 1960-х.
В США в 1953 году обанкротился предпоследний из крупных производителей мотоциклов — Indian. Весь рынок самой богатой страны мира остался в руках одного производителя — Harley-Davidson с его ограниченной гаммой старомодных тяжёлых моделей. Через десяток лет этот рынок фактически будет заполнен и перекроен под себя японскими мотопромышленниками.

В СССР послевоенного времени основное внимание было уделено восстановлению серьёзно пострадавшей тяжёлой индустрии, и лишь затем — производству товаров массового спроса. Специфическое отношение к частной собственности, в том числе на транспортные средства, отодвинуло мотоциклетный «бум» на середину 1950-х, когда повысились и обеспеченный спрос, и предложение со стороны финансируемых государством заводов. Производство мотоциклов после войны налаживалось в основном на оборудовании и по чертежам, полученным от побеждённой Германии в виде репарационного возмещения. Ранние модели послевоенного советского мотопрома — кальки с довольно удачных немецких машин довоенной разработки. Новый завод в Минске, оружейные  — в Коврове, Ижевске, Туле и Вятских Полянах, Ирбитский мотозавод, куда из Москвы было эвакуировано производство скопированного ещё до войны немецкого BMW R71, а позже и Киевский, перестроенный из танкового — все они начали выпуск с копий европейских мотоциклов и мотороллеров. Вся их дальнейшая работа сопровождалась, за единичными исключениями, лишь более или менее глубокой модернизацией этих машин, что в дальнейшем (с конца 1990-х) сделало их сбыт невозможным не только на внешнем, но и на внутреннем рынках. Попытка сосредоточить разработку прогрессивных моделей в одном месте — созданном в 1945 году Центральном конструкторско-экспериментальном бюро мотоциклостроения (впоследствии ВНИИ мотоциклетной промышленности) в областном Серпухове — не привела к успеху; опытные образцы перспективных двигателей не включались в планы серийных заводов, предложенные компоновочные решения если и учитывались заводскими КБ, то в серийное производство внедрялись слабо. 

Иж-64 — массовый советский кроссовый мотоцикл на стандартных агрегатах. Доработанный двигатель «Иж-Планета», невзаимозаменяемые колёса, увеличенное отношение задней передачи, отсутствие световго оборудования и приборов, подняты глушитель и крылья.

Силами опытного производства ВНИИмотопрома в разное время было построено несколько мелких серий гоночных мотоциклов под маркой «Восток» (не путать с «Восходом») и интересные образцы высокофорсированных двигателей. Спортивные машины для культивируемых в СССР массовых видов мотоспорта — кросса, многодневных соревнований (по требованиям близких к эндуро), спидвея и внутрисоюзных первенств по кольцевым гонкам, не требующих ультрасовременного конструкторского уровня от техники, — выпускали все мотозаводы СССР, включая мотовелосипедный в Риге. Всё большее отставание уровня советских спортивных мотоциклов от мирового привело к неучастию советских спортсменов в международных шоссейно-кольцевых гонках и к выступлению на машинах зарубежных фирм в спидвее (Jawa) и кроссе (КТМ). Мотоколяски в СССР бесплатно выдавались инвалидам (в огромном большинстве своём — пострадавшим на войне) и простому населению были недоступны; впрочем, конструкция, характеристики и внешний вид советских мотоколясок не вызывали желания их приобрести, а отсутствие сети асфальтированных дорог в большей части страны не давало нормально эксплуатировать аппараты на 10-дюймовых колёсах, в том числе и поставленные на поток мотороллеры.
До 1970-х во всём мире оставалось необязательным использование мотошлемов, зеркал заднего вида и световых указателей поворота. Головной свет на мотоциклах долго оставался слабым и несовершенным, галогенные лампы ещё не вошли в обиход, 6-вольтовая система электрооборудования была очень чувствительна к окислению соединений, а маломощные генераторы заставляли либо ездить ночью на повышенных оборотах на низших передачах, либо регулярно подзаряжать батарею от электросети. Удобство эксплуатации мотоцикла во многом зависело от удобства систематической регулировки контактного зажигания. До середины 1960-х сохранялись архаичные элементы дизайна вроде отогнутых по потоку законцовок, глубоких крыльев, цировок (рисованных контрастных тонких контурных линий), округлых каплеобразных бензобаков. Лишь постепенно вводились экологические нормы по токсичности выхлопа и уровню шума.

## С 1960-х до наших дней

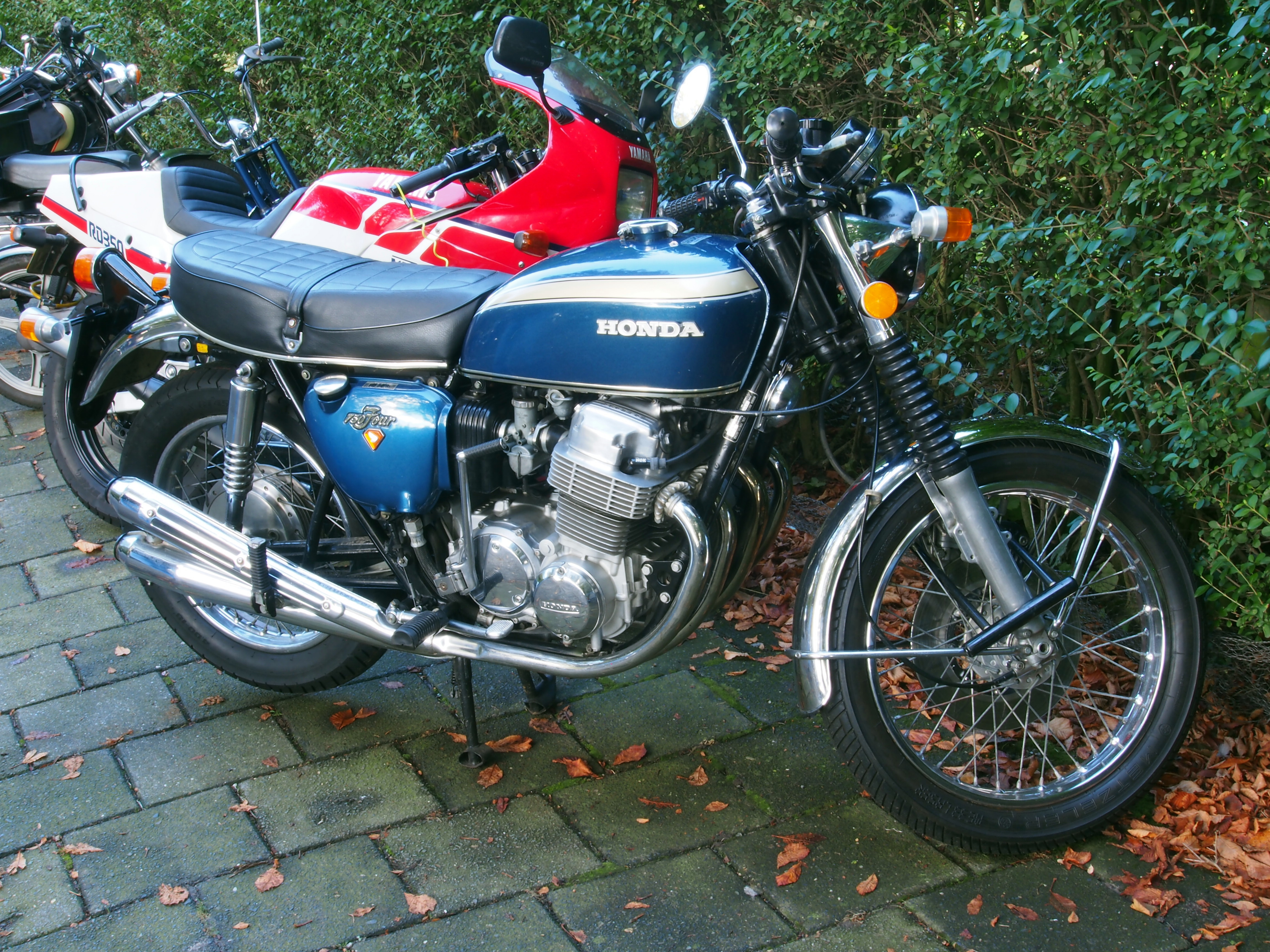
Honda CB750 — мотоцикл начала 1970-х: 4 цилиндра, 736 см³, 67 л.с., 220 кг. Округлые хромированные крылья, сиденье-подушка, бак-канистра, отсутствие обтекателя, барабанный задний тормоз; сочетание высоких характеристик и устаревающего универсально-дорожного дизайна

В 1960-е требования к мотоциклу со стороны потребителя сильно изменились. В восстановленной Европе мотоцикл как обиходное средство передвижения уступал место недорогому автомобилю, который всё дешевел, а производство его всё возрастало и массово автоматизировалось. Мотоцикл же оставался предметом увлечения и средством развлечения. Ускорение темпа жизни, урбанизация, развитие дорожной сети, мода на спортивный и жёсткий стиль к концу 1960-х привела на смену массовому лёгкому мотоциклу тяжёлую, мощную, «заряженную» шоссейную машину. Японские скоростные модели с 4-цилиндровыми двигателями ворвались и на рынок США, подпитав среду «Ангелов ада». Формировался негативный, агрессивный образ мотоциклиста — «outlaw»; общий рост преступности в скученных городах создал компактному, динамичному мотоциклу репутацию транспортного средства уличного грабителя и вандала. Характерны для начала 70-х категоричные выступления членов Американской мотоциклетной ассоциации, традиционных пользователей классических «Харлеев» и «Индианов», порицающие членов всё растущих «мотобанд», а также реклама лёгкой и тихоходной 50-кубовой скутеретты «Хонда-Каб» с изображениями домохозяек и слоганом «На Хонде ездят замечательные люди». Отношение обывателя к «нереспектабельному» мотоциклисту на рубеже 1960-70-х отлично характеризует финал известного фильма 1969 года «Easy Rider»: случайный встречный фермер в пикапе на ходу убивает мирно едущих главных героев из ружья. Мода на лихую, агрессивную езду на мотоциклах дошла и до Советского Союза; свидетельства тому — массовое (и, как подтверждало руководство ГАИ МВД, неправомерное) закрытие местными администрациями городских улиц для движения мотоциклов, введение в 1976 году ограничения скорости движения для мотоциклов на всех дорогах 70 км/ч и множество гневных писем ортодоксальных читателей в единственный авто-мотожурнал «За рулём» с одной стороны, и постановка на производство скоростного дорожного мотоцикла «Иж Планета Спорт» с инжинирингом «Ямахи» и заступничество журнала — с другой. Ограничения и запреты были вскорости сняты, а производство «Планеты-Спорт» — прекращено, причём, как заявлялось, из за отсутствия спроса. Поколение традиционных «outlaw» к концу 1970-х и в мире, и в СССР либо остепенилось, либо пало жертвой собственной беспечности, полицейских мер и общественной неприязни. Лицо массового мотоцикла вновь изменилось.
Падение спроса на обычные мотоциклы объективно обусловило (начиная с 1960-х) активную специализацию их типажа, спровоцированную, во многом, различными дисциплинами мотоспорта. Сначала из дорожно-кольцевых мотогонок родились скоростные мотоциклы типа «стрит» (важнейший признак — развитые обтекатели и низкий силуэт), затем внедорожные мотоциклы типа «эндуро» и «триал», пришедшие, соответственно, из дисциплин «шестидневка» и «триал», в дальнейшем дополненные мотоциклами для раллийных супермарафонов.

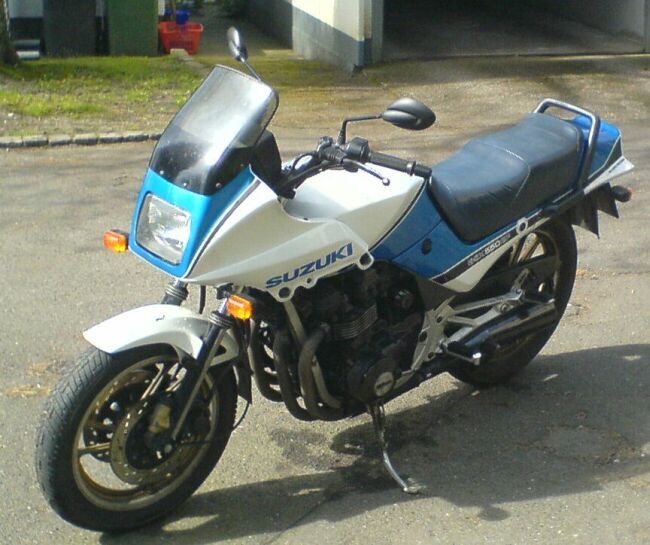
Suzuki GSX550 — мотоцикл середины 80-х: штатный обтекатель, пластиковая облицовка, стальная пространственная рама. Два распредвала, 4 клапана на цилиндр, 572cc, 68лс при 10000об/мин, два карбюратора CVK, 6-ступенчатая коробка, 220 кг. Дисковые тормоза (впереди — двойной), литые колёса, седло с приподнятым пассажирским местом

Появление в конце 1960-х арочных шин низкого давления привело к созданию сначала двух- и трёхколёсных, а с 1980-х и четырёхколёсных внедорожных мотоциклов типа АТВ (квадроциклов). В 1970-х появились мотоциклы типа «неоклассик», представлявшие собой дальнейшее развитие традиционного мотоцикла с элементами оформления в стиле ретро. В дальнейшем получили распространение многочисленные подвиды мототехники, основанные на данных основных типах мотоциклов. К рубежу 80-х в моду вошли «гранёные» обтекатели, многоцветные декали, небольшие высоко поднятые крылья, характерные и для современного дизайна. Распространились свержёсткие алюминиевые рамы и маятники, литые колёса не только «мотороллерного», но и «мотоциклетного» диаметра, подвески с прогрессивной характеристикой и пневматическими упругими элементами, дисковые гидравлические тормоза даже на не самых динамичных машинах. Обороты двигателей серийных скоростных мотоциклов перевалили за 10 тысяч. Ведущие производители постепенно отказались от двухтактных моторов, прежде всего бо́льших кубатур, исчезли ненадёжные и маломощные коллекторные генераторы постоянного тока. Двигатель обрастал электроникой: сначала электронное реле-регулятор, бесконтактное необслуживаемое зажигание, дополнительные контрольные приборы — тахометр, термометр; позже — впрыск с микропроцессорным управлением. Совершенствовались и карбюраторы — появились центральная поплавковая камера, автоматические пусковые системы обогащения смеси, стабилизация разрежения в смесительной камере (CVK). В воздушных фильтрах промасленные сетки и губки уступили место сухим бумажным элементам. Постоянно росло применение пластиков во всех узлах, подчас неоправданное.
Отдельную главу в истории мировой мотоциклетной техники составили мотороллеры (в англоязычных странах «скутеры»), представляющие собой полностью закапотированные мотоциклы с вертикальной («стульчатой») посадкой водителя и площадкой без высокой перемычки для его ног. Первые мотоциклы такой схемы появились ещё в начале XX века, но относительное распространение получили лишь с конца 1930-х в США, как «внутризаводское» транспортное средство для передвижения по территории крупных производственных объектов. Но настоящую революцию в конструкции мотороллеров произвела в 1946 году итальянская фирма Piaggio («Пьяджо») создавшая в рамках конверсии на базе складного авиадесантного мотоцикла первый полноценный мотороллер Vespa (Оса) с привлекательным дизайном «кузова» и двигателем сблокированным с задним колесом и подвешенным на маятниковой подвеске. Данная сверхудачная модель стала законодателем мод в своём классе и спровоцировала в 1950-60-х настоящий «мотороллерный бум», утихший лишь с развитием массовой автомобилизации. В 1979 году японская фирма Yamaha фактически второй раз возродила класс «скутеров», создав модель Passol с пластиковыми наружными панелями, изначально рассчитанный на домохозяек. С этого момента началось возрождение сегмента мотороллеров, приобретших в последние три десятилетия повышенную популярность уже как средство преодоления «пробок» в больших городах. В начале XXI века всё большую популярность приобретают E-bike — аккумуляторные электровелосипеды и электроскутеры, лидером по производству которых в 2000-х стал Китай.

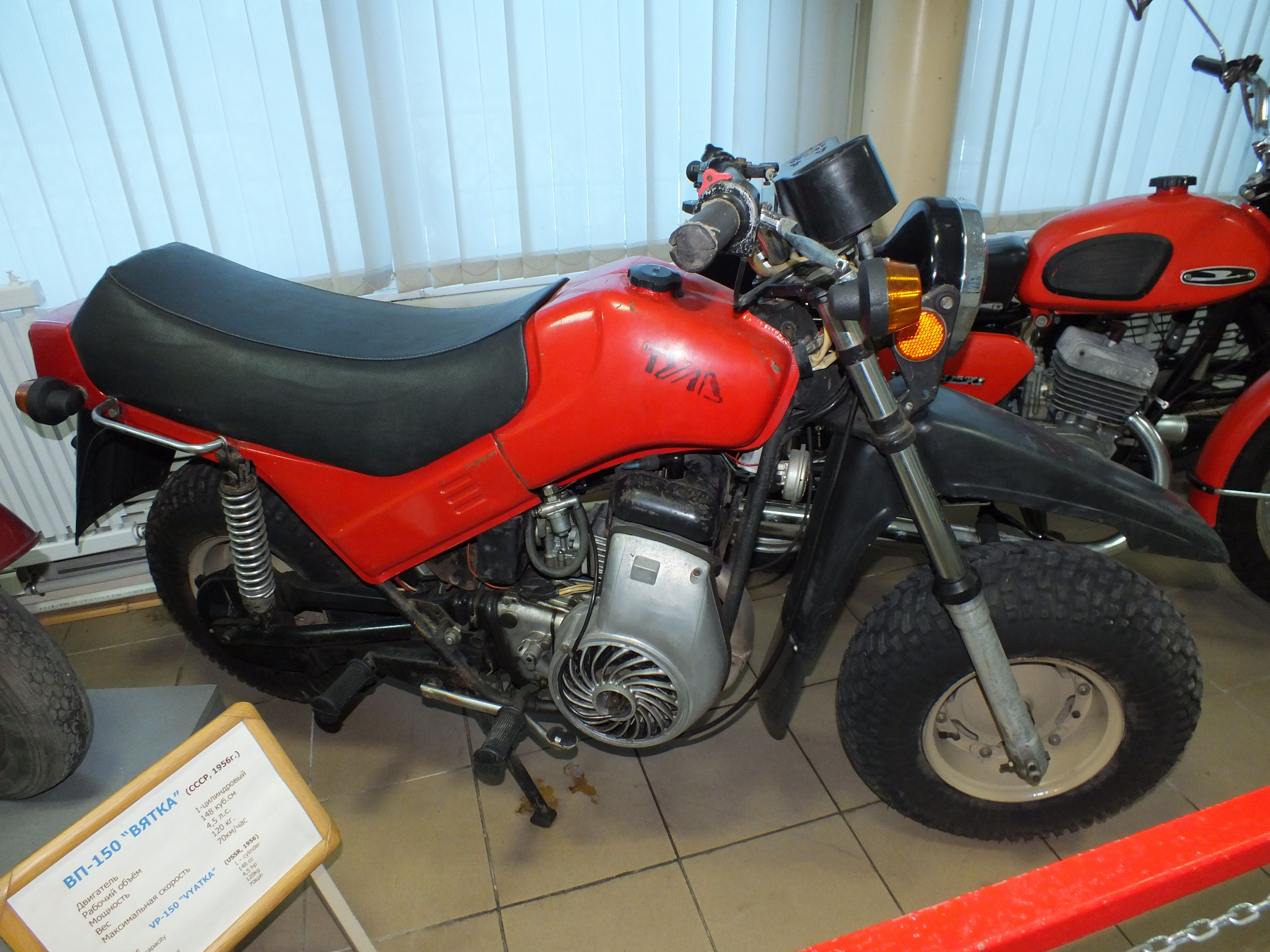
Тула (ТМЗ 5.9xx) — советский мотоцикл повышенной проходимости. В заново разработанную экипажную часть поставлен двигатель с принудительным охлаждением от снятого с производства мотороллера. 200 см³, 12 л.с., 130 кг. Барабанные тормоза, электростартёр. Неудачные форма анатомического сиденья, конструкция бензобака, рамы и стартёр-генератора. Интересная модель нашла лишь ограниченный спрос из-за конструктивных недоработок, снижения качества сборки и устаревшего силового агрегата.

В СССР любая новая техника, включая и мотоциклы, между завершением работы над ней в КБ и постановкой в серийное производство проходила утверждение в министерских инстанциях вплоть до высших звеньев руководства страны. Ситуация с выпуском новых материалов и комплектующих для неё, обновлением оборудования ещё более усложнялась, органы централизованного планирования не в силах были оперативно согласовать действия смежных отраслей. В результате заводы десятилетиями сохраняли на конвейере одну-две базовых модели, ограничиваясь рестайлингом устаревших конструкций. В Советском Союзе так и не было выпущено ни одного серийного мотоцикла «народного» класса 250 см³, между 175-кубовым «Восходом» и массивным дефорсированным (или, позднее, «пережатым») ИЖом класса 350 см³ оставался только 200-кубовый мотороллер «Тула» (копия немецкого «Goggo» начала 1950-х), спрос на который неуклонно падал. Дефицитные чешские Jawa и устаревшие венгерские 250-кубовые Pannonia мотоциклы были относительно редки. Не было четырёхтактных моделей небольших кубатур (минимум — 650-кубовый киевский «Днепр» – глубокая модернизация всё того же BMW R71), и ни одной машины классов 400–500 кубических сантиметров, ну а тяжелые мотоциклы с 3-мя и более цилиндрами и рабочим объёмом свыше 800–900 см³ и вовсе считались «гримасой капитализма». Мощность массовых мотоциклов никогда не превышала 40 л.с., число передач — четырёх, не были в сколь-нибудь крупной серии вариатор и автоматическое сцепление. Отсутствие сервисной сети препятствовало выпуску сложных, интересных прогрессивных моделей, непригодных к самостоятельному малоквалифицированному обслуживанию. Низкие доходы и плохие дороги обусловили наибольший спрос на мотоциклы на селе, где проблема неквалифицированного обслуживания усугублялась тяжёлыми условиями эксплуатации. Классические машины, тем не менее, доказали свою ремонтопригодность и до сих пор распространены в деревнях. Выпуск запчастей для них налажен в том числе китайскими производителями. Слабый контроль на сельских дорогах делает возможной езду с неисправными тормозами и светом, без государственных номеров и водительского удостоверения — такие поездки опасны, но недалеки, накладные расходы минимальны, поэтому житель села не спешит сменить старый мотоцикл.
Производство мотоциклов в СССР, приобретшее массовый характер в 1950-х, уже с конца 1970-х искусственно поддерживалось на высоком уровне (до 1,4 млн мотоциклов и мопедов в 1990 г. — 2-е место в мире после Японии) ввиду значительного отставания производства и продаж легковых автомобилей, а также завышенных цен на них, вынуждавших многих потребителей (особенно в сельской местности) продолжать покупать мотоциклы (особенно мотоциклы с коляской) как заменители доступного автомобиля. 
С началом массовой автомобилизации в постсоветской России, начиная с 1992 года, происходит катастрофическое падение спроса и, соответственно, производства отечественной мототехники. Попытки заводов обновить модельный ряд в середине 1980-х — начале 1990-х (внедорожный мотоцикл «Тула», квадроциклы, модернизированные «ИЖи») окончились неудачей из-за устаревшего оборудования, низкого качества конструкторских работ и сборки. Заполнение внутреннего рынка импортными мотоциклами всех ценовых диапазонов, видов, стилей и кубатур, начиная с середины 1990-х, практически ликвидировало постсоветскую мотоциклетную промышленность. Сохранились лишь «отвёрточные» производства популярных моделей малых классов из китайских комплектующих (Stels, Балтмоторс) и мелкосерийный выпуск «Уралов» в Ирбите, практически целиком ориентированного на экспорт качественно изготовленной ретро-модели (после введения антироссийских санкций производство было переведено в Казахстан), соответственно, стоящей «коллекционных» денег. Минский мотовелозавод, поддерживаемый волевым усилием белорусского государства, продолжает выпускать как модели советского образца, так и гамму мототехники с более совершенными китайскими двигателями. В целом, вклад СССР и его наследников в мировую историю мотоцикла как инженерного продукта может быть оценён как исчезающе малый.
В 1990-х годах начинается бурный рост китайского мотопрома, всего за полтора десятилетия увеличившего объём производства (в том числе и за счёт переноса к себе оборудования ряда обанкротившихся европейских марок) с нескольких десятков тысяч до десятков миллионов (в 2008 году, например, произведено 27,5 млн двух- и трёхколёсных мотоциклов) и прочно занявшего положение мирового лидера по валовым объёмам выпуска мототехники. Очень многие машины и, чаще, двигатели изначально были лицензионными или «дикими» копиями популярных японских моделей выпуска 1960-70-х, часто с изменениями, приводящими к несовместимости по запчастям. При этом большая часть китайской мототехники находится в классах до 250 см³, что позволяет японским маркам до сих пор прочно удерживать свои позиции на мировом рынке в более тяжёлых и престижных классах мотоциклов (т. н. супербайков); при этом производственные мощности японских фирм, особенно по младшим моделям и отдельным комплектующим, часто размещены в Китае. В это же время в КНР продолжается производство архаического Chang Jiang 750 — версии М-72 по документации, полученной из СССР во времена Мао Цзэдуна, причём машина позиционируется как реплика исторического BMW, хотя во многом не совпадает с оригиналом и отличается нестабильным качеством.

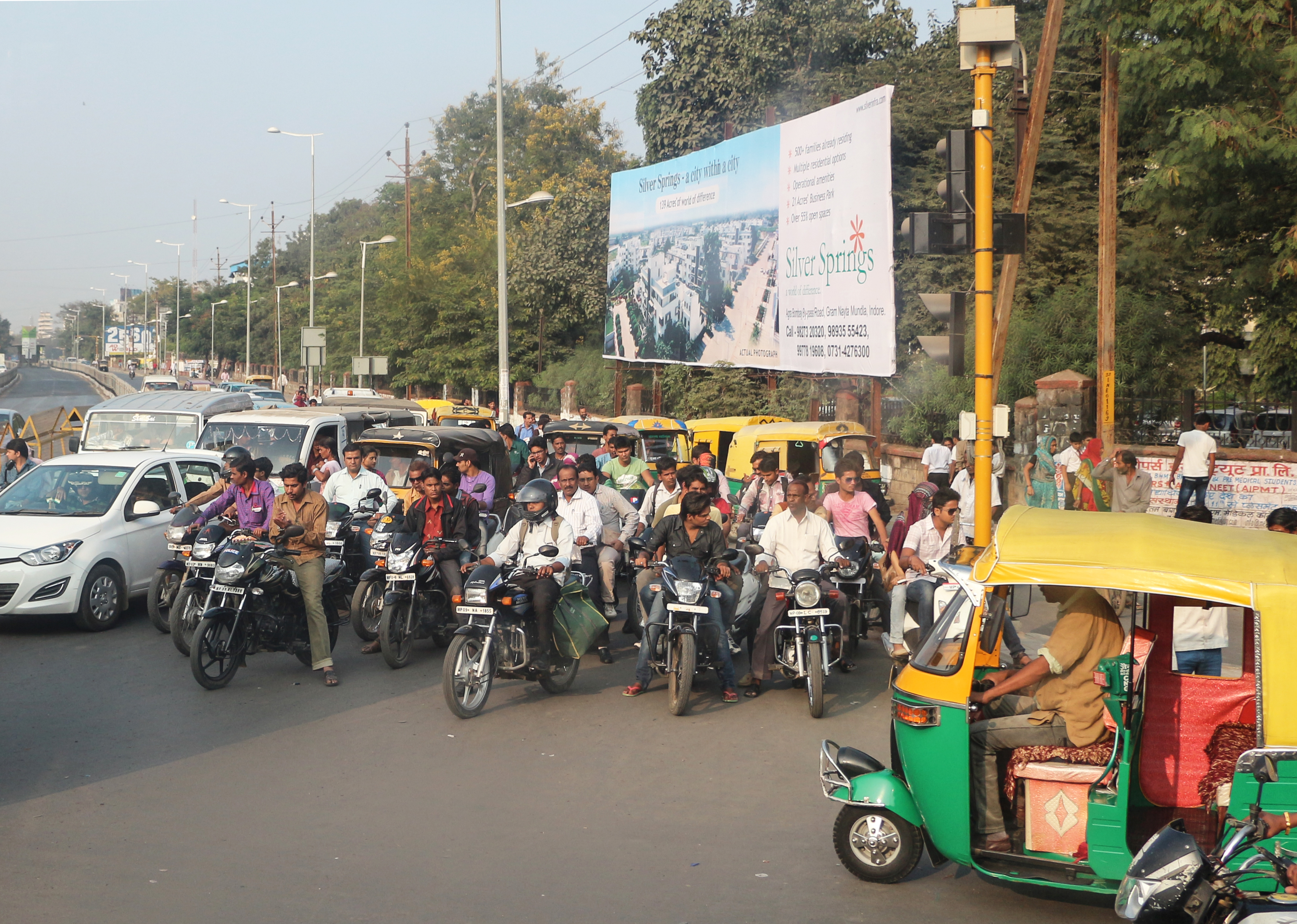
Мотоциклы на улицах Индии

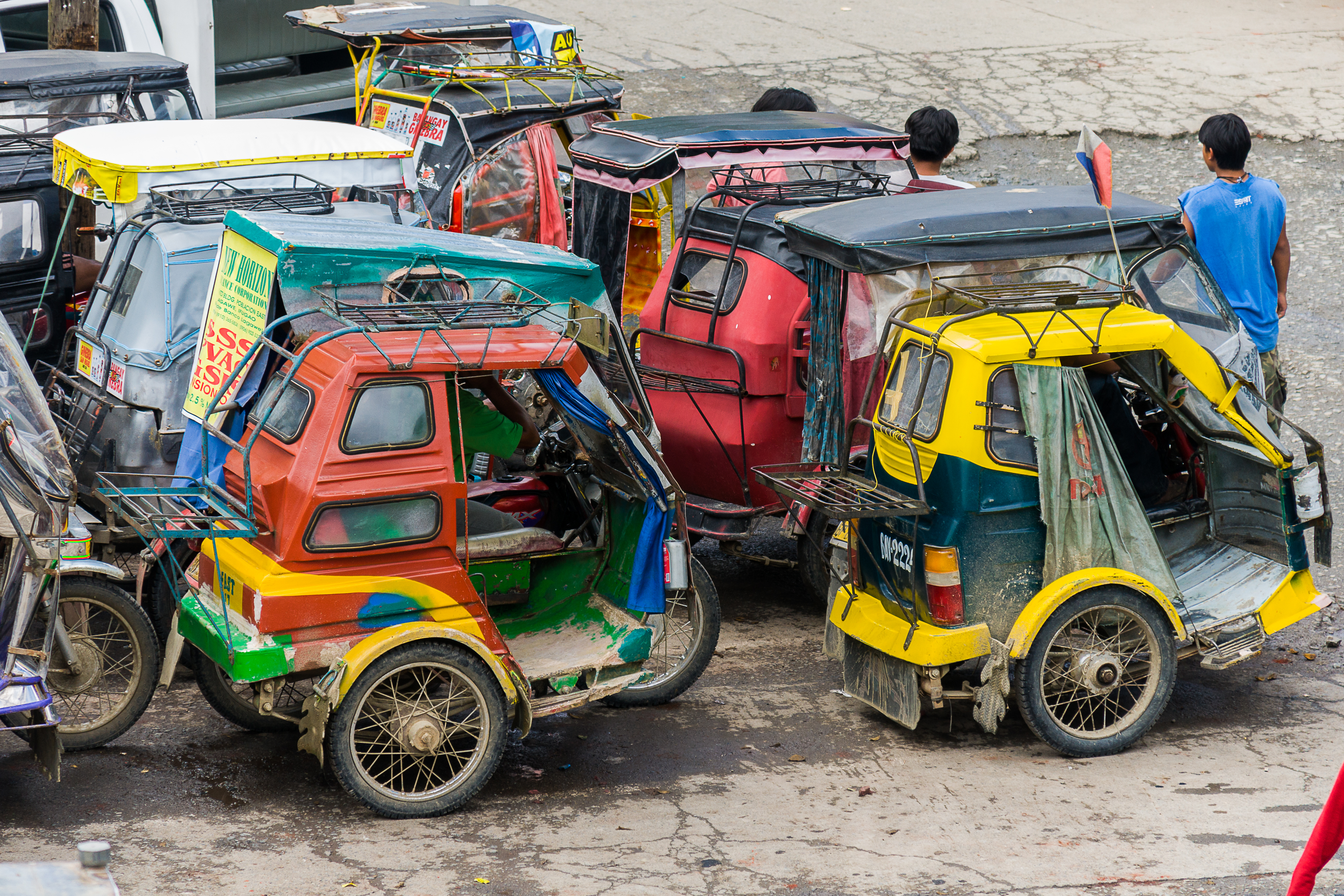
Моторикши на Филиппинах

Ещё одна страна с уже 1,4-миллиардным, но в основной своей массе небогатым населением — Индия — также выпускает и использует массу двухколёсных и трёхколёсных мототранспортных средств. Поощряемое государством местное производство представлено рядом марок, например Bajaj и Tata. Совокупное производство мототехники в Индии в 2010-х достигло порядка 20 млн в год и если ранее в XX веке было представлено преимущественно клонами японских и европейских моделей почтенного возраста, то теперь СП с BMW и KTM выпускают и вполне современные модели, даже экспортируемые в Европу. 
Вообще же население Азии весьма активно использует лёгкие мотоциклы и мопеды. Тёплый климат, небольшой доход на душу «пилота» в сочетании с экономичностью, легкостью, маневренностью на запруженных восточных улицах, надёжностью отработанной за десятилетия конструкции этих машин, плюс почти невероятная вместимость и грузоподъёмность созданных на их базе типично азиатских «моторикш» («тук-туков») делают мотоцикл транспортным «лицом» развивающихся стран современной Юго-восточной Азии.
В странах Европы на плаву осталось лишь ограниченное число мотоциклетных марок, во многом поддерживаемое (особенно в классах бюджетной малокубатурной мототехники) высокими протекционистскими барьерами и строгими экологическими стандартами, из-за чего в 2020-х происходит их переход на выпуск исключительно машин на электроприводе. Знаменитые в прошлом итальянские марки практикуют эксклюзивное мелкосерийное производство достаточно прогрессивных машин, а в 2010-20-х многие из них выкуплены австрийской KTM, которой также принадлежит бывшая шведская и итальянская марка Husqvarna. Германская BMW выпускает имиджевые тяжёлые оппозитные мотоциклы с карданом — старая концепция на полностью новой технологической основе. Великобритания после практически полного сворачивания мотопромышленности к концу 1970-х с 1990 года перезапустила бренд Triumph, вполне успешно выпускающий широкую линейку тяжёлых супербайков, тогда как Франция и Испания уже практически не представлены на рынке, продав свои мотоциклетные производства заграничным производителям (например, марка Peugeot с 2019 года на 50 лет выкуплена индийским концерном Mahindra & Mahindra). Австрийский холдинг KTM, ставший в 2020-х крупнейшим европейским мотопроизводителем, за счёт объединения ряда брендов, в ноябре 2024 года подал заявление о банкротстве.
В США ещё с 1930-х сложилась уникальная ситуация, при которой на фоне тотальной автомобилизации в мотоциклетной рыночной нише сохранились только две национальные марки Harley-Davidson и Indian (последняя лишь до 1953 г.), а всю вторую половину XX века «царил» бренд «Харлей-Дэвидсон», создавший моду на мотоциклы классов чоппер и кастом, пользующиеся культовой популярностью в субкультуре байкеров или рокеров. Чопперы отличаются низкой вертикальной посадкой и передней вилкой с большим вылетом, что удобно при длительных переездах; глубоко выгнутый руль приближен к седлу, а само сиденье часто имеет подобие спинки. Двигатель — классический нижневальный V-twin или подобный, тихоходный, большого рабочего объёма. В целом же использование мотоциклов в современных США ограничено, но разнообразие их очень велико: от вычурных безумных шоу-кастомов, имиджевых BMW и скоростных «японцев» до грубых полноприводных моделей лесной службы и мотовелосипедов с двигателями-китайскими клонами советского Д-5. Создаются электрические мотоциклы и велосипеды — от исключительно утилитарных до сверхмощных и технологически передовых.